# Ratchet & Clank: All 4 One
Ratchet & Clank: All 4 One är ett datorspel till Playstation 3, utvecklat av Insomniac Games och gavs ut av Sony Computer Entertainment. Spelet är det tionde i Ratchet & Clank-serien.
Spelet släpptes den 18 oktober 2011 i USA och i Europa den 21 oktober.

## Handling
All 4 One äger rum två år efter händelserna i A Crack in Time. I Dr. Nefarious senaste plan arrangerar han en falsk prisutdelning till Kapten Qwark. Under ceremonin släpper han loss ett stort monster i staden Luminopolis, som så småningom besegras av Ratchet, Clank, Qwark och Nefarious. Emellertid lockar denna sällsynta varelse uppmärksamhet av ett stort rymdskepp vid namn Ephemeris, som kidnappar alla fyra och dumpar dem på planeten Magnus. Ephemeris använde planeten Magnus som ett reservat för universums farligaste varelser, vilka injagar skräck hos lokalbefolkningen på planeten. De fyra räddas dock av en liten flicka. Ratchet och Clank planerar då att stoppa rymdskeppet Ephemeris och försöka hitta ett sätt att komma hem igen. Qwark och Nefarious går också med hjältarna - dock motvilligt.

## Gameplay
Spelet består av eldstrider med en varierad vapenarsenal som tidigare spel i serien, men det kretsar till stor del kring kooperativt spelande. Spelare kommer ofta att samarbeta och lita på varandra för att klara av en nivå, men Insomniac har varit noga med att hålla spelet så roligt som möjligt. All 4 One tillför ett nytt samarbetsläge för fyra spelare i ett klassiskt Ratchet & Clank-spel. De fyra spelarna kan anslutas lokalt genom att använda flera playstationkontroller, eller via online med hjälp av Playstation Network, eller via datorstyrda karaktärer om man bara vill spela som en person. Spelet har stöd för röstchatt. Spelare kan anslutas in eller ut när som helst under spelets gång. Om man spelar ensam så har man valet att spela som Ratchet, Clank, Qwark eller Dr. Nefarious. Om man antingen väljer Ratchet, Qwark eller Dr Nefarious kommer en datorstyrd Clank att rida på spelarens rygg och hoppa av för att bekämpa fiender och hjälpa till i de sektioner där två spelare måste samarbeta för att kunna komma vidare i spelet. Medan en spelare förbättras bygger man upp en profil i samband med deras PSN-ID.

## Svenska röster
- Jonas Bane - Ratchet
- Göran Berlander - Clank
- Andreas Nilsson - Kapten Quark
- Anders Öjebo - Doktor Nefarious